# سد گودرترو
سد گودرترو (به لاتین: Goedertrouw Dam) یک سد در آفریقای جنوبی است که در کوازولو-ناتال واقع شده‌است.